# Sue Grimmond
Sue Grimmond es una científica neozelandesa y profesora de meteorología urbana en la Universidad de Reading. Es copresidenta de Met Office. Grimmond es una pionera en los campos de la meteorología urbana y la micrometerología, que se ocupan de la capa límite atmosférica.

## Educación y primeros años de carrera
Grimmond completó su licenciatura en Geografía Física en la Universidad de Otago, Dunedin, Nueva Zelanda en 1980. En 1984 obtuvo una maestría en Geografía Física, con especialización en Climatología e Hidrología, de la Universidad de British Columbia, Vancouver, Canadá. Completó su doctorado en evapotranspiración de áreas urbanas en la Universidad de British Columbia en 1989.
En 1989, Grimmond asumió un puesto de profesora asistente en la Universidad de Indiana, EE. UU., donde mantiene un puesto de profesora adjunta. En 2006 fue nombrada profesora y presidenta de Geografía Física en el Grupo de Modelado y Monitoreo Ambiental del King's College de Londres, Reino Unido. En 2013 asumió el cargo de profesora de Meteorología Urbana en la Universidad de Reading.
Grimmond ha ocupado puestos de científica visitante en el Instituto de Ciencias Meteorológicas de Shanghái (China), el Centro CSIRO de Investigaciones Marinas y Atmosféricas (Australia), la Universidad de Gotemburgo (Suecia), la Universidad de Tokio (Japón) y la Universidad de Monash (Australia).

## Áreas de investigación
Grimmond contribuyó a una amplia gama de temas dentro de la capa límite y la meteorología urbana, publicando alrededor de 240 artículos que han atraído aproximadamente 19.000 citas, generando un índice h de 73. Ha sido particularmente influyente en la comprensión de los efectos de la urbanización en el clima y la representación de entornos urbanos dentro de simulaciones climáticas y meteorológicas.

## Premios y reconocimientos
2013 Presidenta del Equipo de Expertos de la Organización Meteorológica Mundial sobre Climatología Urbana y de Edificios
2012 Ernest Frolich Fellowship, CSIRO Marine and Atmospheric Sciences, Australia
Premio Luke Howard 2009 por contribuciones destacadas al campo de la climatología urbana, Asociación Internacional para el Clima Urbano
Premio Helmut E Landsberg 2009, Sociedad Meteorológica Estadounidense por "contribuciones que han avanzado mucho en la meteorología urbana y las ciencias del clima urbano, y por un liderazgo sostenido y eficaz que ha dinamizado a la comunidad de investigación del clima urbano"
2008 Medalla Amico Universitatis Lodziensis, Universidad de Łódź, Polonia
2006 Doctora en Ciencias Honoris Causa, Universidad de Göteborg, Suecia
2006 Elegida miembro de la Sociedad Meteorológica Estadounidense
2003-2007 Presidenta de la Asociación Internacional para el Clima Urbano
2001-2014 Editora asociada del Journal of Applied Meteorology & Climatology